# Alsdorf (Eifel)

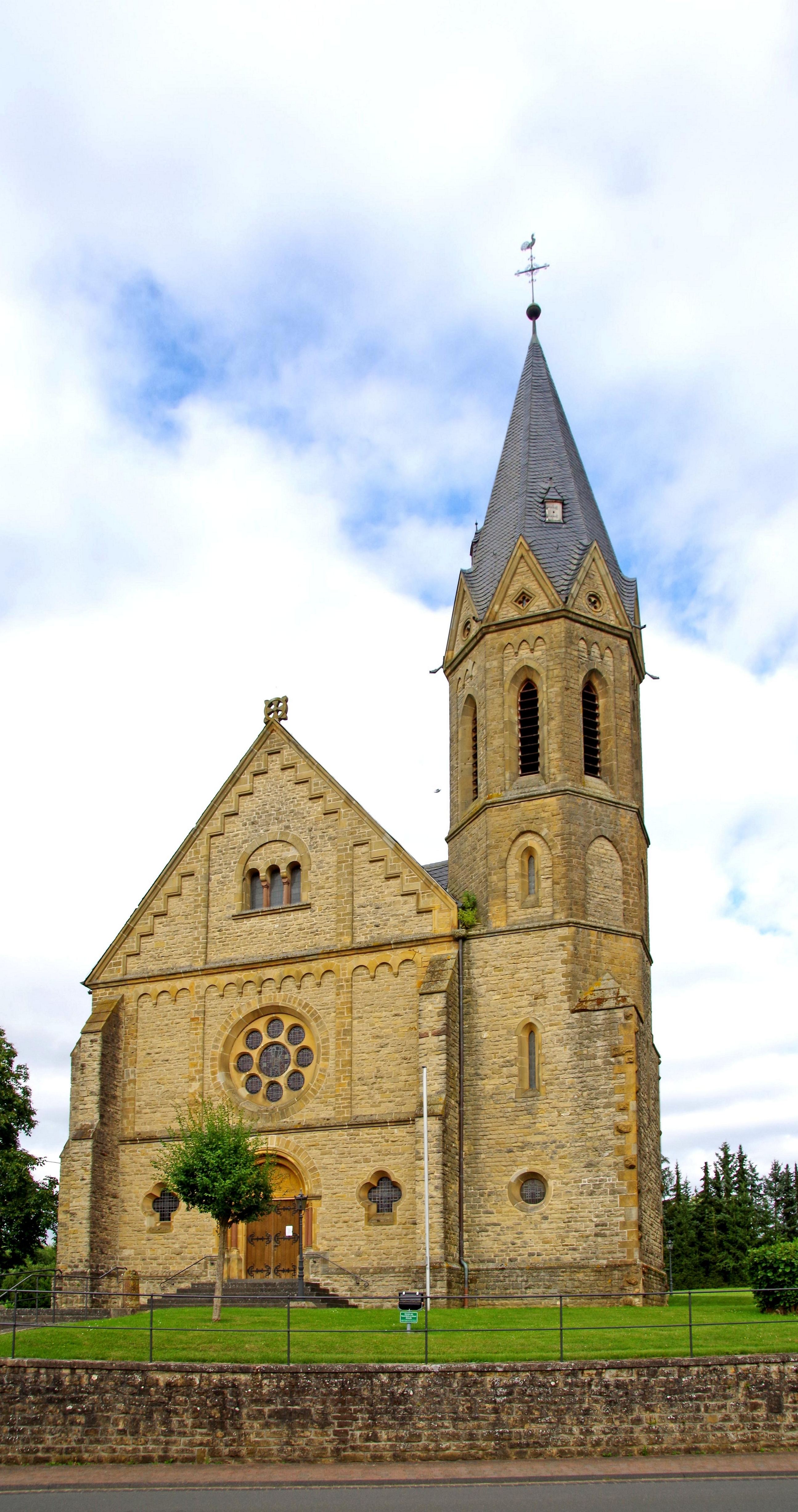
St. Peter (Alsdorf), Westseite

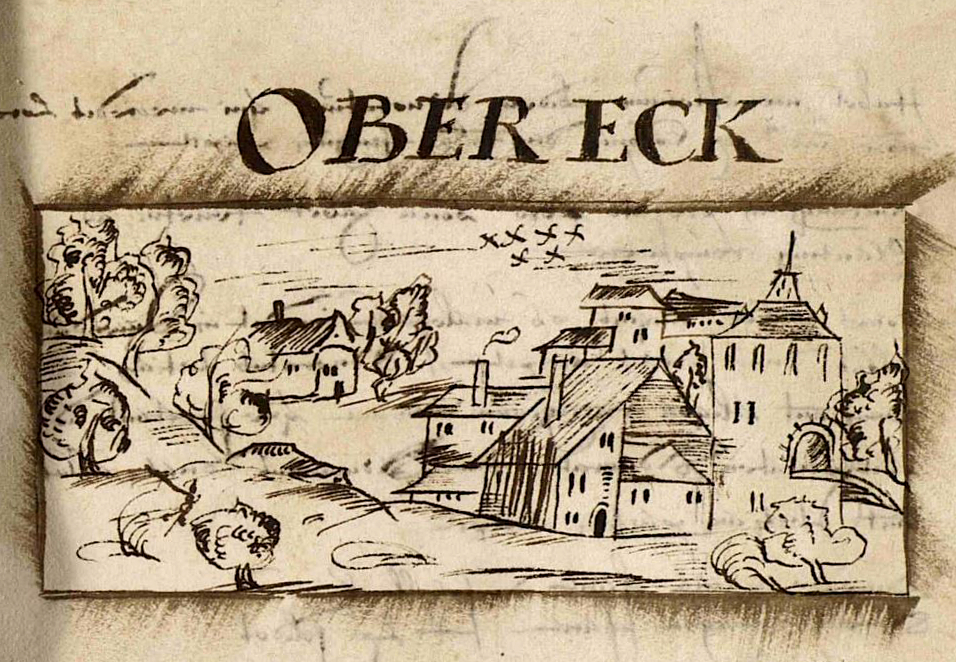
Alsdorf-Oberecken, J. Bertels 1597

Alsdorf ist eine Ortsgemeinde im Eifelkreis Bitburg-Prüm in Rheinland-Pfalz. Sie gehört der Verbandsgemeinde Südeifel an.

## Geographie
Alsdorf liegt am Rand des Naturparks Südeifel. Zur Gemeinde gehören auch die Wohnplätze Bahnhof Niederweis sowie Oberecken.
Nachbarorte von Alsdorf sind die Ortsgemeinden Wolsfeld im Norden, Meckel im Osten, Kaschenbach im Südosten, Niederweis im Süden, Prümzurlay im Südwesten und Holsthum im Westen.

## Geschichte
Verstreute Funde aus der Jungsteinzeit lassen auf eine frühe, ungerichtete Besiedlung der Gemarkung schließen. Artefakte, unter anderem eine gut erhaltene Amphore, weisen auf eine römische Siedlung innerhalb der Grenzen der heutigen Ortschaft hin. Im Bereich der römischen Funde, nordwestlich des Ortes in der Nähe der Nims, befand sich zudem die ehemalige Siedlung Alt-Alsdorf, heute eine Wüstung. Ebenfalls aus frührömischer Zeit stammt ein Bestattungsplatz östlich des Ortes. Hier entdeckte man 1904 mehrere Brandgräber. Unter den Beigaben fanden sich Keramik, ein Eisenmesser sowie eine Bronzefibel. Südwestlich von Alsdorf findet sich ferner ein Grabhügelfeld bestehend aus 21 Tumuli mit Durchmessern zwischen 5 und 25 m. Die Zeitstellung der Gräber ist noch unbekannt. In der Mitte des 8. Jahrhunderts (739/775) wird ein Erbteil in einem Ort, der als „Alctresdorf“ (in loco cognominato Alctresdorf) bezeichnet wird, der Abtei Echternach vermacht.
Bereits 1330 wird Alsdorf in der Taxa generalis als Pfarrort des Erzbistums Trier erwähnt und in der Folge von unterschiedlichen Lehensnehmern bewirtschaftet. Steinhausen erwähnt eine Sage, der zufolge an der Stelle der ehemaligen Pfarrkirche von Alsdorf einstmals ein „Heidentempel“ stand.
Bis zum Ende des 18. Jahrhunderts gehörte Alsdorf zur Propstei Echternach im Herzogtum Luxemburg. Im Jahr 1794 hatten französische Revolutionstruppen die Österreichischen Niederlande, zu denen die Region damals gehörte, besetzt. Unter der französischen Verwaltung gehörte der Ort von 1795 bis 1814 zum Arrondissement Bitburg im Departement der Wälder. Um 1800 wurde Alsdorf Sitz einer Mairie.
Aufgrund der auf dem Wiener Kongress (1815) getroffenen Vereinbarungen wurde die Region dem Königreich Preußen zugeordnet. Unter der preußischen Verwaltung wurde 1816 die aus der französischen Mairie entstandene Bürgermeisterei Alsdorf dem Kreis Bitburg im Regierungsbezirk Trier zugeordnet, der von 1822 an zur Rheinprovinz gehörte. Im Jahr 1914 kam Alsdorf zur Bürgermeisterei Wolsfeld (ab 1927 Amt Wolsfeld).
Nach dem Ersten Weltkrieg gehörte die Region zum französischen Teil der Alliierten Rheinlandbesetzung.
In Folge des Zweiten Weltkrieges wurde Alsdorf innerhalb der französischen Besatzungszone seit 1946 Teil des damals neu gebildeten Landes Rheinland-Pfalz. Alsdorf gehörte zum Amt Wolsfeld und im Rahmen der Gebietsreform kam der Ort 1970 zur Verbandsgemeinde Irrel, die schließlich 2014 zur Verbandsgemeinde Südeifel wurde.
Bevölkerungsentwicklung
Die Entwicklung der Einwohnerzahl von Alsdorf, die Werte von 1871 bis 1987 beruhen auf Volkszählungen:
| Jahr | Einwohner |
| ---- | --------- |
| 1815 | 180       |
| 1835 | 278       |
| 1871 | 306       |
| 1905 | 301       |
| 1939 | 392       |
| 1950 | 362       |
| 1961 | 355       |

| Jahr | Einwohner |
| ---- | --------- |
| 1970 | 378       |
| 1987 | 358       |
| 1997 | 383       |
| 2005 | 393       |
| 2011 | 438       |
| 2017 | 452       |
| 2023 | 465       |

## Politik

### Gemeinderat
Der Gemeinderat in Alsdorf besteht aus acht Ratsmitgliedern, die bei der Kommunalwahl am 9. Juni 2024 in einer Mehrheitswahl gewählt wurden, und dem ehrenamtlichen Ortsbürgermeister als Vorsitzendem.

### Bürgermeister
Manfred Heinen wurde am 8. Juli 2014 Ortsbürgermeister von Alsdorf. Bei der Direktwahl am 26. Mai 2019 wurde er mit einem Stimmenanteil von 88,54 % für weitere fünf Jahre in seinem Amt bestätigt. Bei der Direktwahl am 9. Juni 2024 wurde er mit 87,0 % der Stimmen ohne Gegenkandidaten erneut wiedergewählt. Die Wahlbeteiligung lag bei 68,2 %.
Heinens Vorgänger waren Manfred Rodens, der das Amt bis 2014 ausübte, und Alfons Begon, der es 34 Jahre innehatte, bevor er 2004 nicht erneut antrat.

### Wappen
| Wappen von Alsdorf | Blasonierung: „Unter blauem Schildhaupt, darin eine vierbogige Brücke in Silber, gespalten durch eine eingeschweifte rote Spitze, belegt mit einem silbernen Lindenblatt, rechts ein rotes Hochkreuz, links eine rote Kreuzblume.“ |
| Wappen von Alsdorf | Wappenbegründung: Ein Kreuz in Form des Fraubillenkreuzes wird in der rechten Hälfte des Wappens dargestellt. Im linken Wappenbereich die Darstellung eines der beiden Akroterien, die jeweils auf der Spitze des West- und Ostgiebels aufrecht stehend, an der Pfarrkirche aufgesetzt wurden. Die Pfarrkirche erhebt sich auf dem höchsten Punkt des Ortes. Ihre dekorative Ornamentik ist weithin im Nimstal sichtbar. Die Kreuzblume in gotischer Maßwerkform mit Blatt- oder Blumenornament, die kreuzförmig um die senkrechte Mittelachse angeordnet ist, geht auf Naturmotive zurück. Eine vierbogige Brücke überspannt im Kopf des Wappens die Nims, welche lediglich durch eine blaue Grundfarbe angedeutet wird. Das im Wappen dargestellte Blatt der Winterlinde soll für den relativ hohen Anteil dieser Holzart im Alsdorfer Wald und für die teilweise geschützten Lindenalleen im Ortsbereich stehen. |

## Kultur und Sehenswürdigkeiten

### Bauwerke
- Eine Bruchsteinkirche von 1472 hatte einen Vorgängerbau, der schon in der erwähnten Taxa generalis erwähnt wurde. Der Nachfolgebau wurde 1926 abgebrochen, der erhaltene Chor dient heute als Friedhofskapelle.
- Seit 1904 dient die neoromanische Pfarrkirche St. Peter an der Hauptstraße in der Dorfmitte als Gotteshaus für die Gemeinden Alsdorf, Niederweis und Kaschenbach.
- Hofgut Oberecken, ein stattliches Wohnhaus von 1733

Siehe auch: Liste der Kulturdenkmäler in Alsdorf

### Grünflächen und Naherholung
- Wanderroute Alsdorf[14]
- Wanderweg Alsdorf – Irrel – Teufelschchlucht – Prümer Burg[15]

Siehe auch: Liste der Naturdenkmale in Alsdorf

### Regelmäßige Veranstaltungen
- Hüttenbrennen am ersten Wochenende nach Aschermittwoch (sogenannter Scheef-Sonntag)[16][17]

## Wirtschaft und Infrastruktur
Alsdorf ist vorwiegend landwirtschaftlich geprägt und verfügt über großflächige landwirtschaftliche Betriebe.

### Verkehr

#### Eisenbahn
Die Ortslage von Alsdorf wurde bis in das Jahr 1988 von der normalspurigen, eingleisigen Eisenbahnstrecke Erdorf–Irrel–Igel (Nims-Sauertalbahn) tangiert. Alsdorf hatte nie einen eigenen Bahnhof, sondern wurde über den zwischen den Ortschaften Alsdorf und Niederweis gelegenen Bahnhof Niederweis bedient. Der Personenverkehr auf dem nördlichen Abschnitt der Strecke, in dessen Bereich auch Alsdorf lag, wurde 1968 eingestellt, die Einstellung des Güterverkehrs folgte genau 20 Jahre später, 1988. Die Gleisanlagen wurden in den Folgejahren abgerissen.
Der Bahnhof Niederweis, auf Alsdorfer Gemarkung gelegen, war schon einige Jahre vorher an einen privaten Käufer veräußert worden. Ein Anfang der 1950er Jahre von der Ortsgemeinde Alsdorf bei der damaligen Deutschen Bundesbahn beantragter Haltepunkt wurde nicht realisiert.

#### Straßen
Die B 257/E 29 (vormals E 42) verläuft oberhalb von Alsdorf und bildet die direkte Verbindung zwischen Echternach (Lux.) und Bitburg. Im Zuge der Baumaßnahme „Umgehung Ortslage Wolsfeld“ wurde auch die Anbindung von Alsdorf Ende 2008 verändert. 2020 wurde ein dreispuriger Ausbau der Bundesstraße 257 mit veränderten Anbindungen der Ortsgemeinde Alsdorf fertiggestellt.